# 가메오카촌 (에히메현)
가메오카촌(亀岡村)은 에히메현 오치군에 설치된 촌이다.